# Nebularina
La nebularina è un alcaloide con azione antibiotica isolato dal fungo Lepista nebularis e da alcune specie di Streptomyces. 
Essa presenta attività tubercolostatica e antimitotica, e ad alte diluizioni inibisce la crescita di alcuni tipi di cellule tumorali.